# あづみ野周遊バス

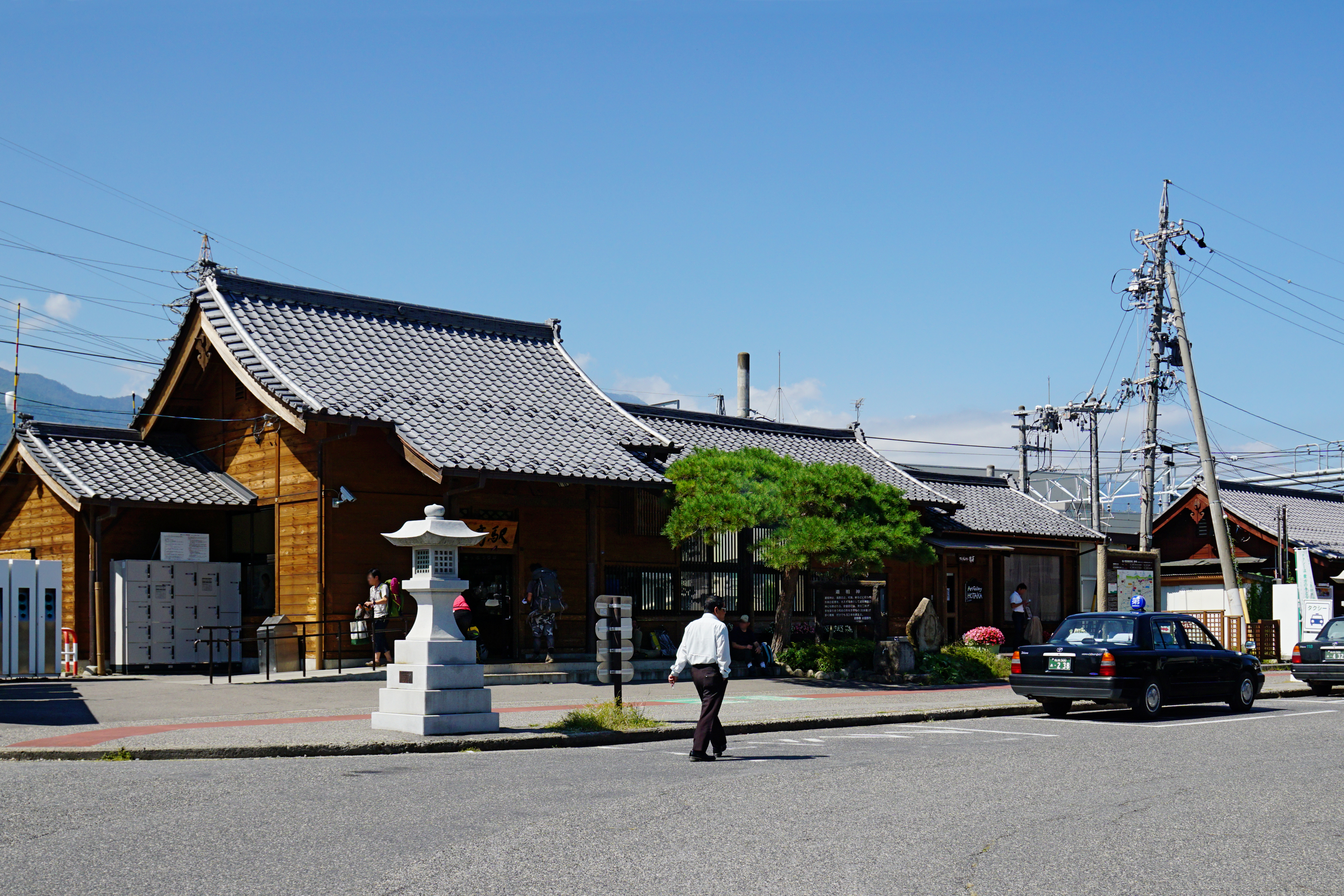
起点となる穂高駅

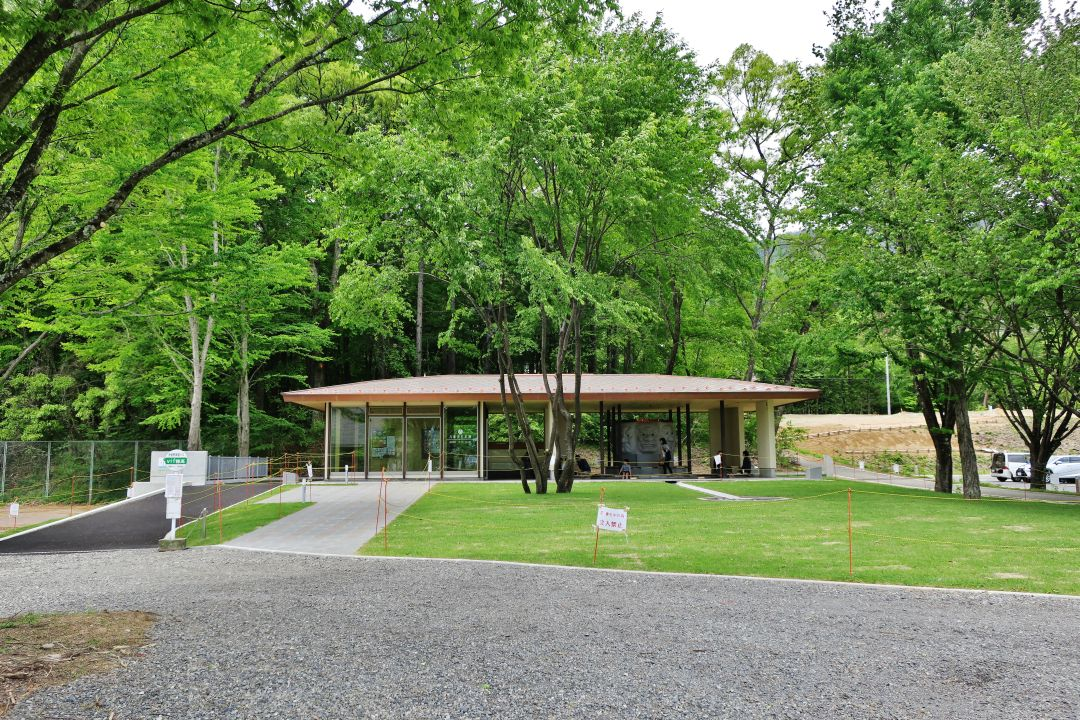
足湯を併設したバス停留所（vif穂高、八面大王足湯）

あづみ野周遊バス（あづみのしゅうゆうバス）は、長野県安曇野市周辺において季節運行されている路線バス。南安タクシー・安曇観光タクシー・明科第一交通（第一交通産業グループ）が運行する。かつては安曇野穂高周遊バス（あづみのほたかしゅうゆうバス）という名称でアルピコグループが運行していた。しかし2024年シーズンからはあづみ野エンジョイバス（あづみのエンジョイバス）に改名した。

## 概要
安曇野市にあるJR大糸線・穂高駅を中心として、東西の離れた場所に散在する観光地を巡回する周遊バスである。1999年（平成11年）度に運行を開始した。かつてアルピコグループ（旧・松本電鉄）が運行していた「安曇野めぐり定期観光バス」を前身とし、当初は安曇野市観光協会からの委託を受けてアルピコ観光バスが運行していたが、採算性を理由に撤退。2009年（平成21年）度以降は安曇野市観光協会会員のタクシー会社3社による「安曇野市タクシー運営協議会」が引き継いだ。
運行期間・路線・運賃の見直し、他路線との接続を増やすなどの取り組みが続けられている（後述）。2020年シーズンは新型コロナウイルス感染拡大にともない運行開始を延期したり最終運行を早めたりもした。アートヒルズが2020年閉館に伴い当館敷地内にあるバス停を一旦廃止して2021年シーズンはアップルアンドローゼスバス停として再設置される。バス停名は近くの飲食店にちなんでいる。2024年シーズンは大幅な見直しが行われた。それまでのあづみ野周遊バスからあづみ野エンジョイバスに改名した。路線名を東回り 大王わさび農場線から大王わさび農場線に改めて穂高神社と東光寺東（等々力家前）の各停留所を廃止、代わりに一部区間でフリー乗降制とした。またルート変更により安曇野の里とスイス村の停留所の各停留所も廃止とした。西回り アルプス公園線と西回り ちひろ線は路線名を北アルプス山麓線に統一。アップルアンドローゼス、天満沢、松尾寺、有明山神社、鈴玲ヶ丘学者村の各停留所を廃し、代わりに一部区間を自由乗降（フリー乗降制）とした。

## 沿革
- 1999年（平成11年）度：運行開始[3]。
- 2000年（平成12年）度：運行期間は4月29日 - 11月26日。4月29日 - 5月7日、7月20日 - 10月31日は毎日、それ以外は土曜・日曜・祝日（以下、土日祝）のみ運行[2]。
- 2001年（平成13年）度：運行期間は4月28日 - 5月6日、7月20日 - 8月26日[5]。
- 2002年（平成14年）度：運行期間は4月2日 - 5月6日、7月20日 - 8月25日[6]。
- 2003年（平成15年）度：運行期間は4月26日 - 5月5日、7月19日 - 8月31日[7]。
- 2004年（平成16年）度：運行期間は4月24日 - 5月5日、7月17日 - 8月31日[8]。
- 2005年（平成17年）度：運行期間は4月28日 - 5月8日、7月16日 - 9月4日[9]。
- 2006年（平成18年）度：運行期間は4月29日 - 5月7日、7月15日 - 9月3日、9月16日 - 9月18日[10][11]。
- 2007年（平成19年）度：運行期間は4月28日 - 5月6日、7月14日 - 8月26日[12][13]。
- 2008年（平成20年）度：4月26日 - 5月6日、7月19日 - 8月24日[14]。
- 2009年（平成21年）：アルピコ撤退[15]。それに伴い、南安タクシー・安曇観光タクシー・明科第一交通が継承。運行期間は4月25日 - 11月3日。4月25日 - 5月31日、7月18日 - 9月6日、9月19日 - 9月27日は毎日、それ以外は土日祝のみ運行[16]。名称を安曇野周遊バスからあづみ野周遊バスに改める。
- 2010年（平成22年）：運行期間は5月1日 - 10月31日。5月1日 - 5月5日、7月17日 - 8月31日までは毎日、それ以外は土日祝のみ運行[17]。
- 2011年（平成23年）：NHKの連続テレビ小説『おひさま』放映に伴い、運行区域を北安曇郡松川村へ拡大[18]。運行期間は4月16日 - 10月30日。通常便と増発便「ちひろ便」（安曇野ちひろ美術館経由）が設定され、通常便は毎日、増発便は4月29日 - 5月5日、7月16日 - 8月28日、9月17日 - 9月25日までは毎日、それ以外は土日祝のみ運行[19]。
- 2012年（平成24年）度：東回り・西回り（順・逆回り）の3路線による並列運行となる。運行期間は4月14日 - 10月28日。4月28日 - 5月6日、7月21日 - 9月2日までは毎日、それ以外は土日祝のみ運行[20]。
- 2013年（平成25年）度：運行期間は4月20日 - 11月4日。4月27日 - 5月6日、7月20日 - 9月16日までは毎日、それ以外は土日祝のみ運行[21]。
- 2014年（平成26年）度：JR東日本のジョイフルトレイン「リゾートビューふるさと」の運行と連携し、その停車駅である明科駅まで運行区域を拡大[3]、明科シャトル便を新設。運行期間は4月19日 - 11月4日。4月26日 - 5月6日、7月18日 - 9月15日までは毎日、7月・9月は金土日月祝、それ以外は土日祝のみ運行[22]。
- 2015年（平成27年）度：運行期間は4月18日 - 11月3日。4月29日 - 5月6日、7月17日 - 9月14日、9月18日 - 9月27日までは毎日、7月は金土日月祝、それ以外は土日祝のみ運行[23]。
- 2016年（平成28年）度：運行期間は4月23日 - 11月6日。4月29日 - 5月15日、7月22日 - 9月12日までは毎日、7月・9月は金土日月祝、それ以外は土日祝のみ運行[24]
- 2017年（平成29年）度：明科シャトル便が東回りに組み入れられる。運行期間は4月29日 - 11月5日。4月29日 - 5月6日、7月15日 - 10月1日までは毎日（9月は東回りのみ毎日、西回りは休日中心）、それ以外は土日祝のみ運行（5月7日 - 6月30日まで運休）[25]
- 2018年度：運行期間は4月28日 - 11月4日。4月28日 - 5月5日、7月14日 - 10月21日、11月1日 - 11月4日までは毎日（9月 - 10月第3週までは東回りのみ毎日、西回りは休日中心）、それ以外は土日祝のみ運行（5月6日 - 6月30日まで運休）[1]。
- 2024年度：運行期間は大王わさび農場線が4月13日 - 10月27日、北アルプス山麓線が8月10日 - 18日。名称をあづみ野エンジョイバスに改める。またこれまでの路線名を大王わさび農場線（愛称ブルーライン）と北アルプス山麓線（レッドライン）に改めた。さらに停留所数を削減して数箇所に絞り代わりに一部区間で自由乗降（フリー乗降制）を実施。

東回りの主な経由地
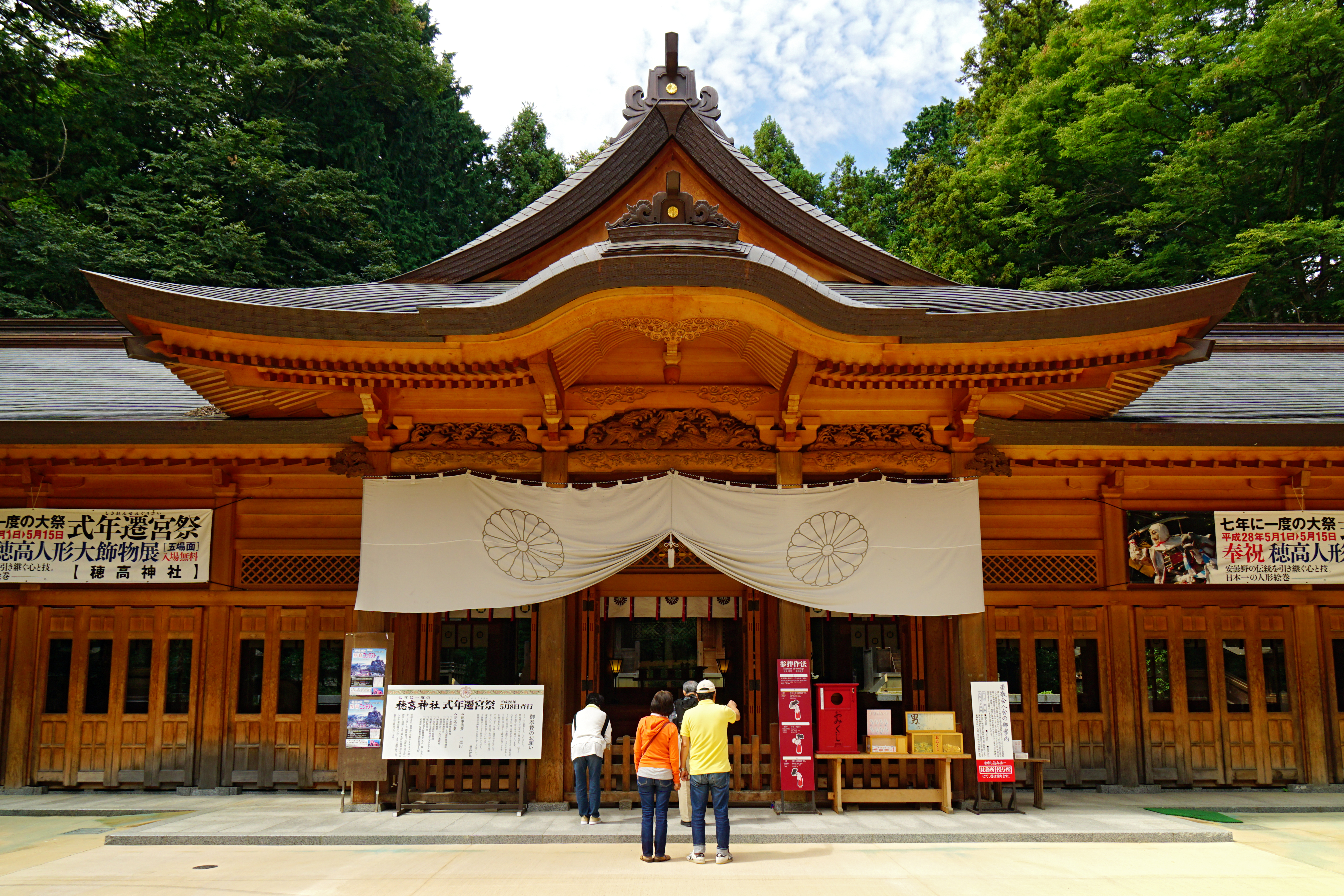
2025年度：大王わさび農場線が大王線に改称、北アルプス山麓線の表記が愛称のレッドラインのみになる。運行期間はブルーライン（大王線）が4月26日 - 30日の毎日と5月3日 - 6日と5月10日 - 7月20日の土日と7月21日と26・27日、8月1日 - 31日の毎日、9月6日 - 14日までの土日と15日と20日 - 23日、9月27日 - 10月12日までの土日と10月13日、10月18日 - 26日までの土日、レッドラインが5月3日 - 6日、8月1日 - 17日。レッドラインがVif穂高で国営公園方面とちひろ美術館方面の2系統に分割したうえで穂高駅を拠点に両系統がVif穂高で合流する経路に変更。Vif穂高 - 国営アルプスあづみの公園間にセブンイレブン穂高牧店南バス停を新設。全路線1回乗車600円、1日券が1000円となる。大王線の明科経由便が1往復増発。
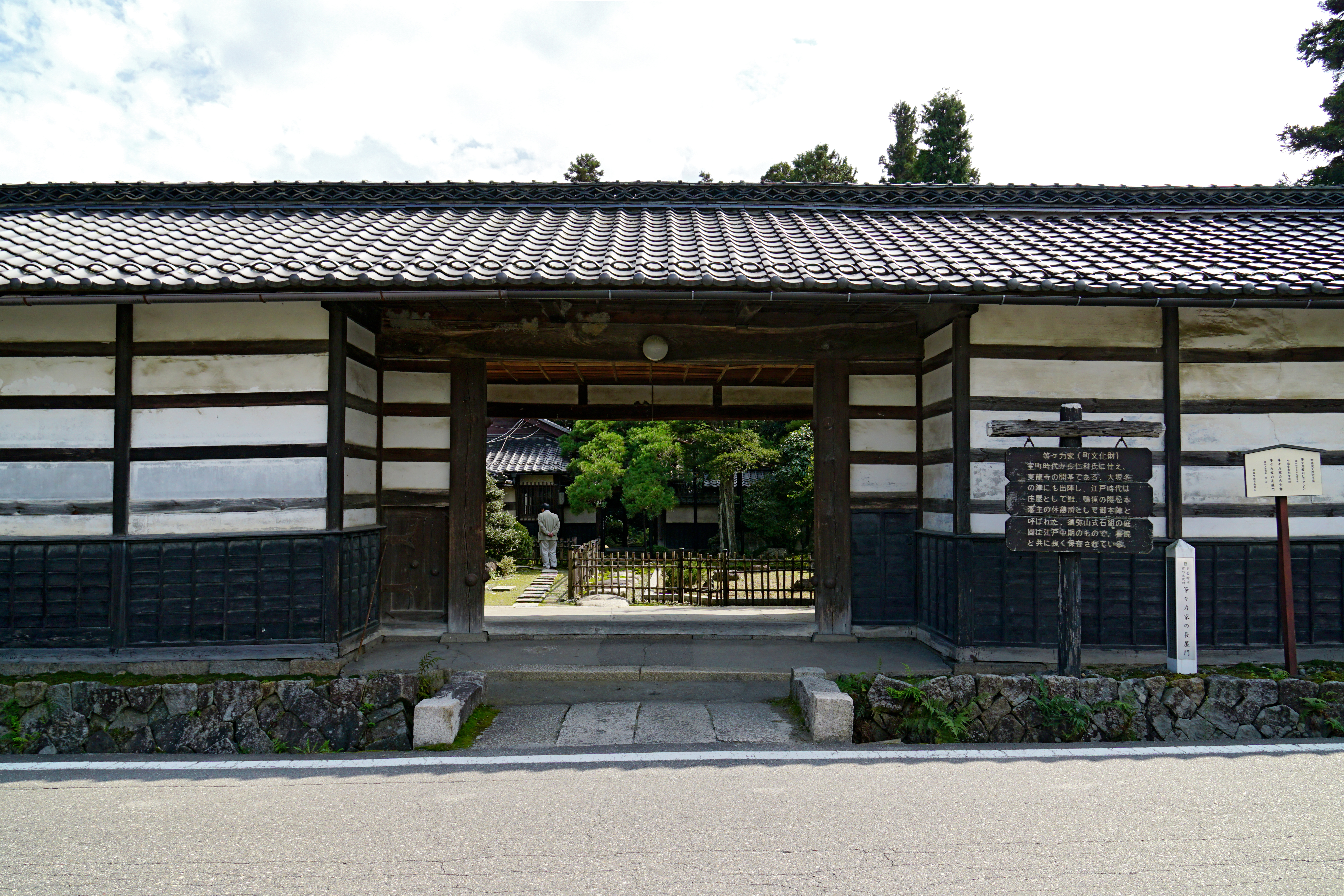
等々力家
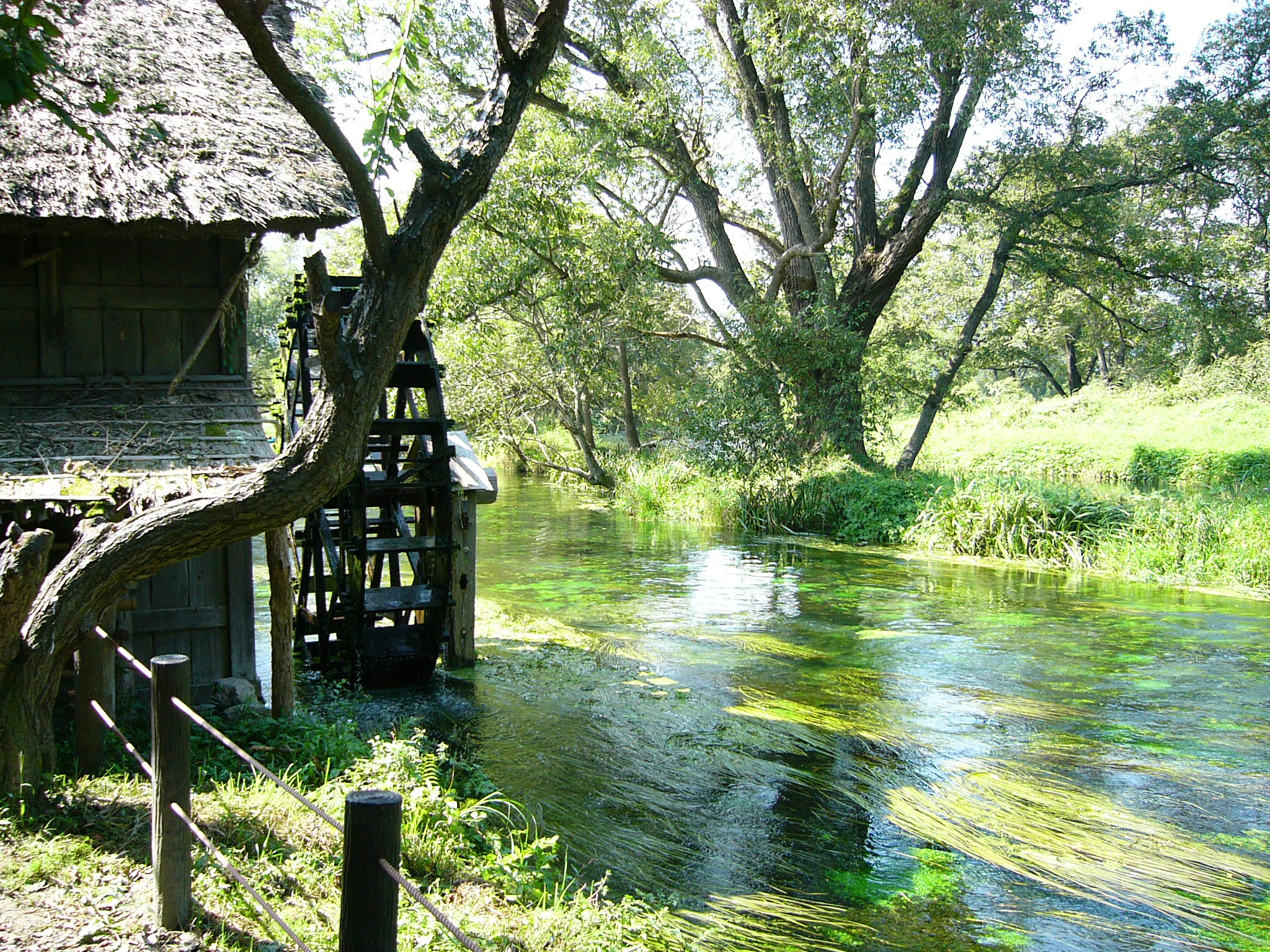
大王わさび農場
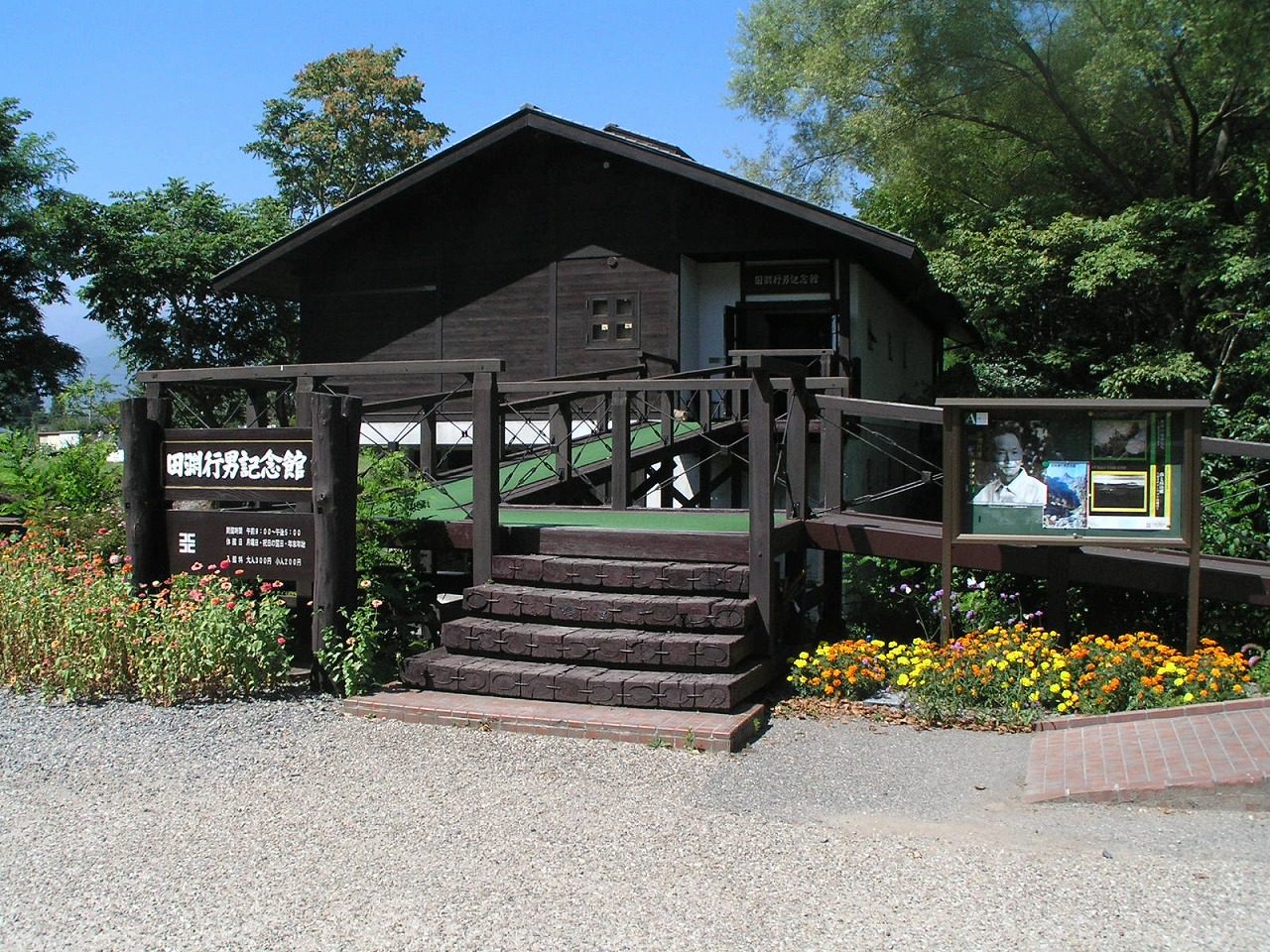
安曇野の里 田淵行男記念館

## 運行路線
以下2路線を運行。土日祝を中心に運転する。8月は毎日運転している。

### 現行路線
- 大王線（ブルーライン）

穂高駅 - 大王わさび農場 - 明科駅 - 大王わさび農場 - 穂高駅
穂高地域東部へ向かう路線である。
穂高駅 - 大王わさび農場間の運行が基本で8往復中、うち明科駅経由は3往復（始発便・正午付近・最終便）ある。
2024年シーズンまでは6往復運行で6往復のうち2往復（始発便と最終便）が明科駅まで運行だった。
明科駅発着便は駅を出ると行きのルートを戻るように穂高駅へ向かう。
穂高駅 - 大王わさび農場間は自由乗降区間だが大王わさび農場 - 明科駅間は対象外である。
2025年シーズンは明科駅経由便が1往復増便した。
- レッドライン

安曇野ちひろ美術館系統：穂高駅 → 安曇野ちひろ美術館 → vif穂高 → 穂高駅
国営アルプスあづみの公園系統：穂高駅 - 国営アルプスあづみの公園 → セブンイレブン穂高牧店南 → vif穂高 → 穂高駅
安曇野ちひろ美術館系統は4本、国営アルプスあづみの公園系統は3本運転する。
全区間が自由乗降区間になっている。2024年度は安曇野ちひろ美術館 - Vif穂高間が自由乗降区間になっていた。
2024年シーズンまでの路線名は北アルプス山麓線（レッドライン）だった。2025年シーズンからは従来の1本だったルートをVif穂高で系統分割した。
- 東回りの主な経由地
- 穂高神社
- 等々力家
- 大王わさび農場
- 安曇野の里
田淵行男記念館

西回りの主な経由地
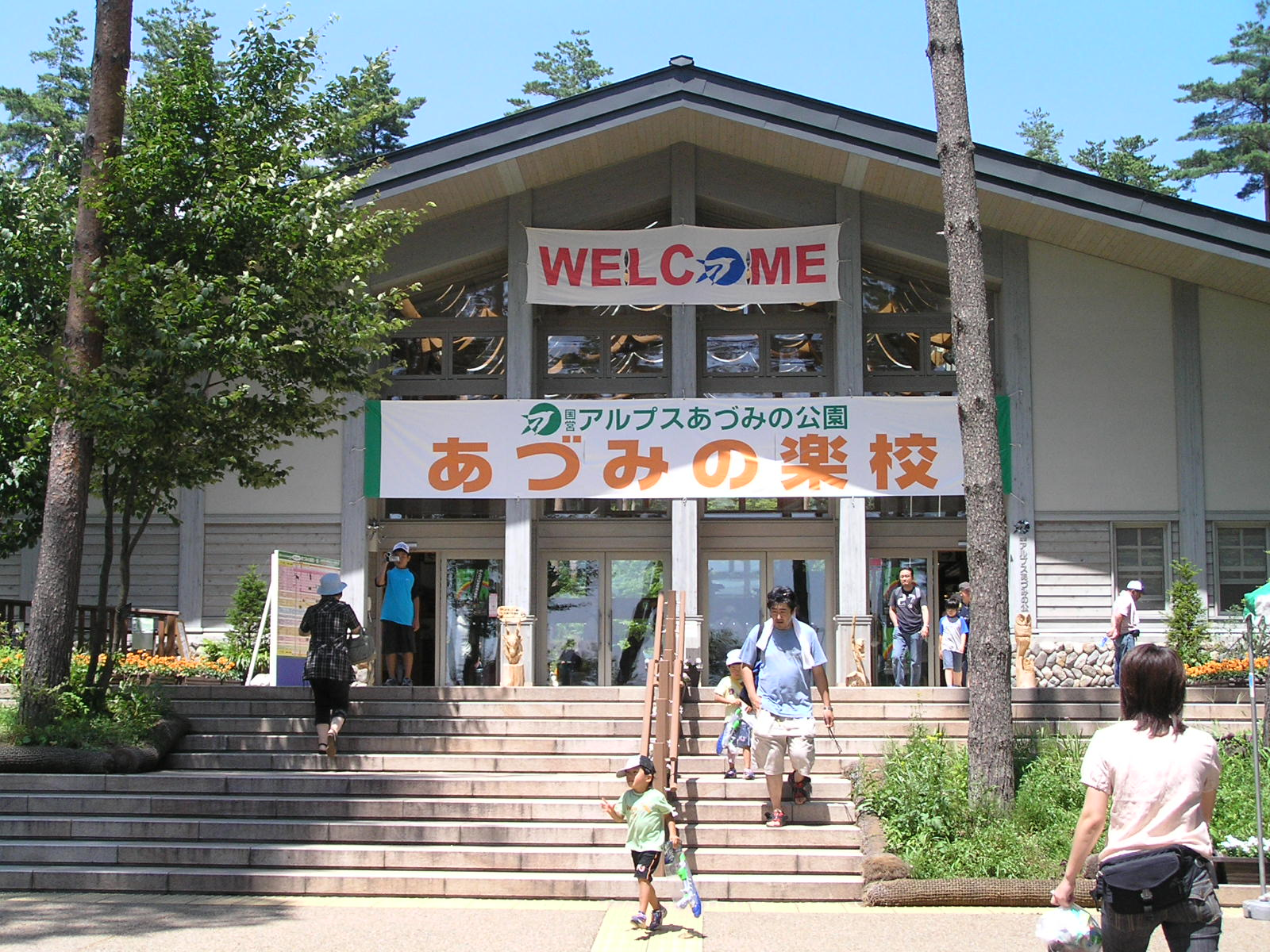
国営アルプス あづみの公園
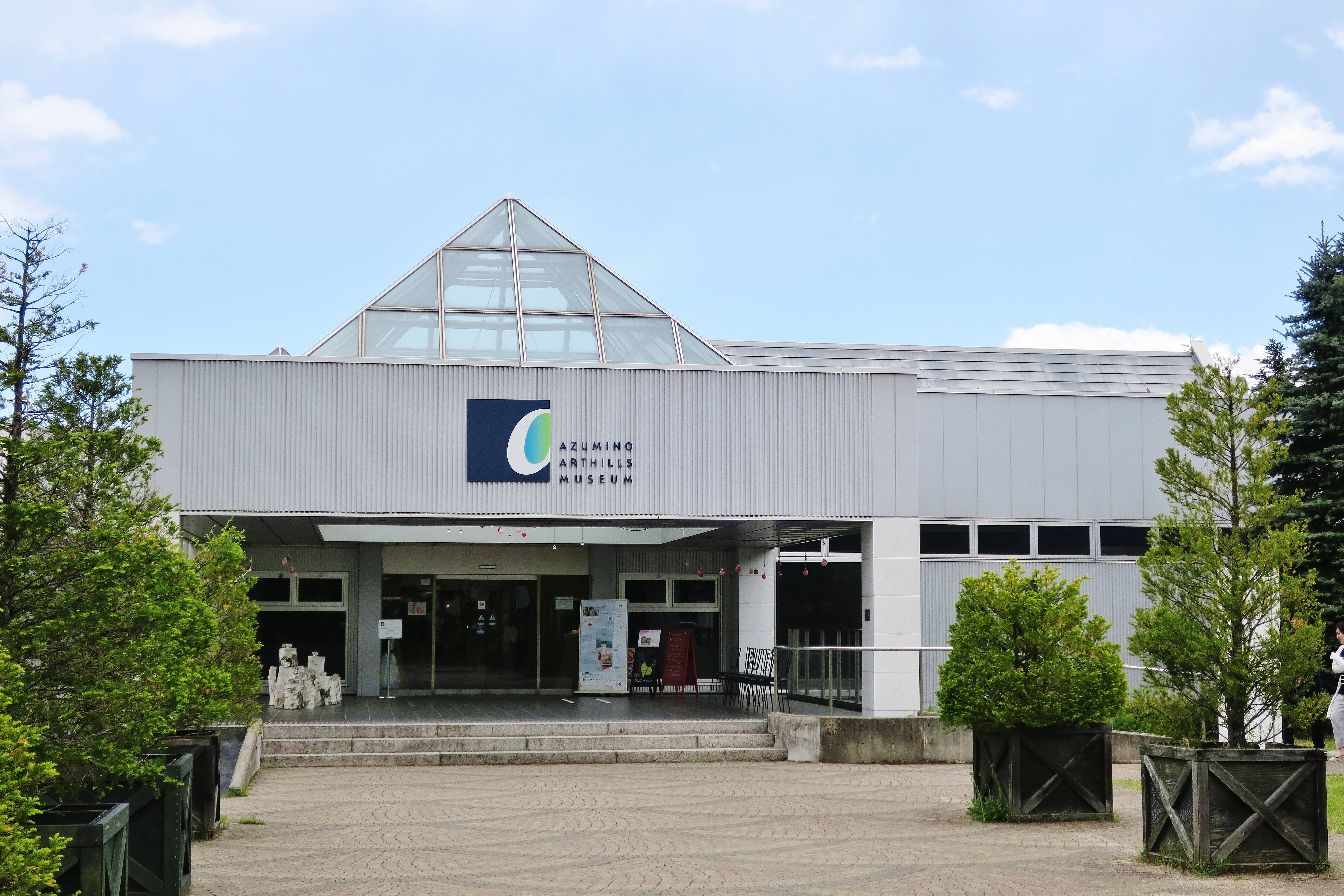
アートヒルズ
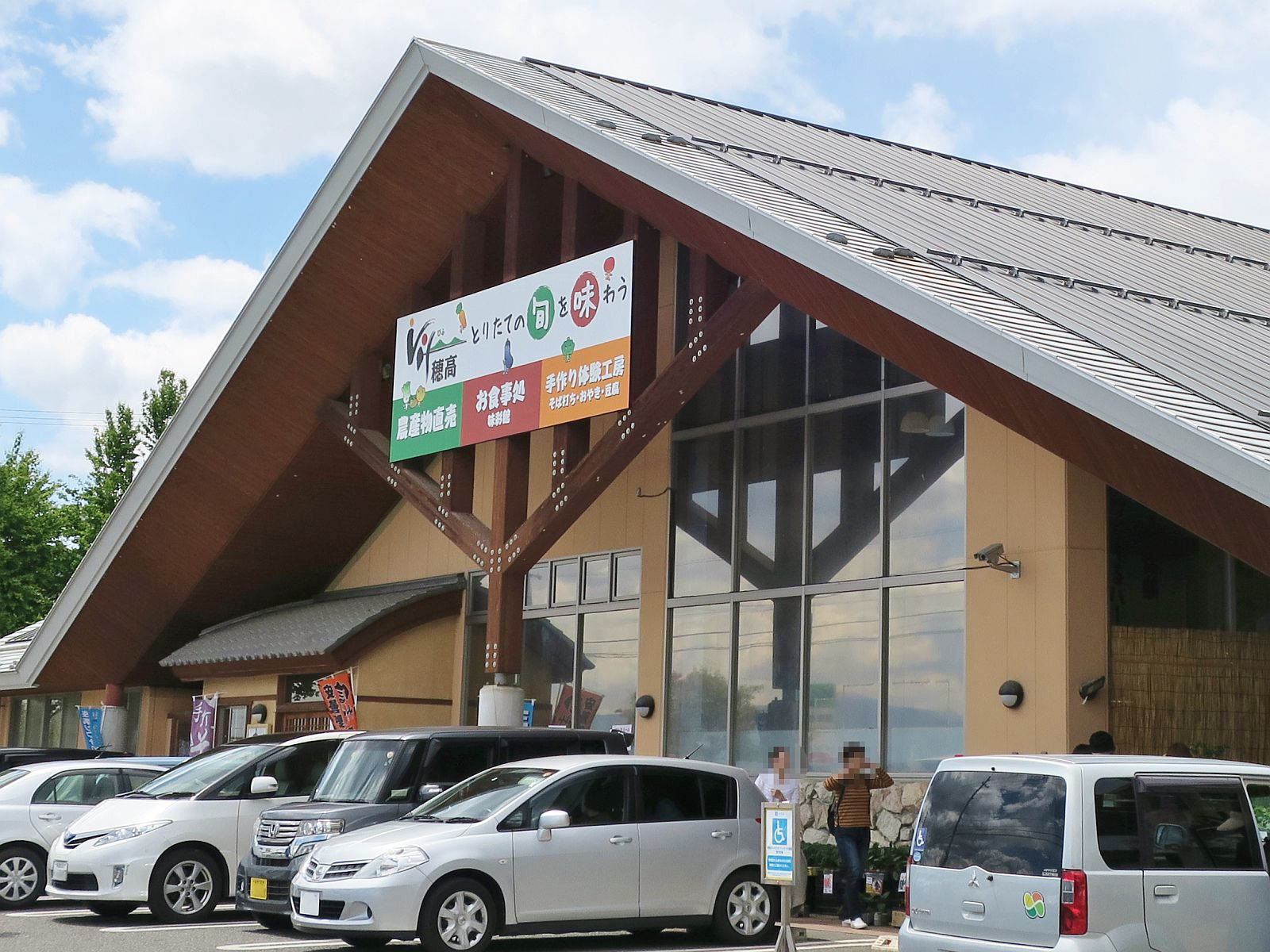
vif穂高
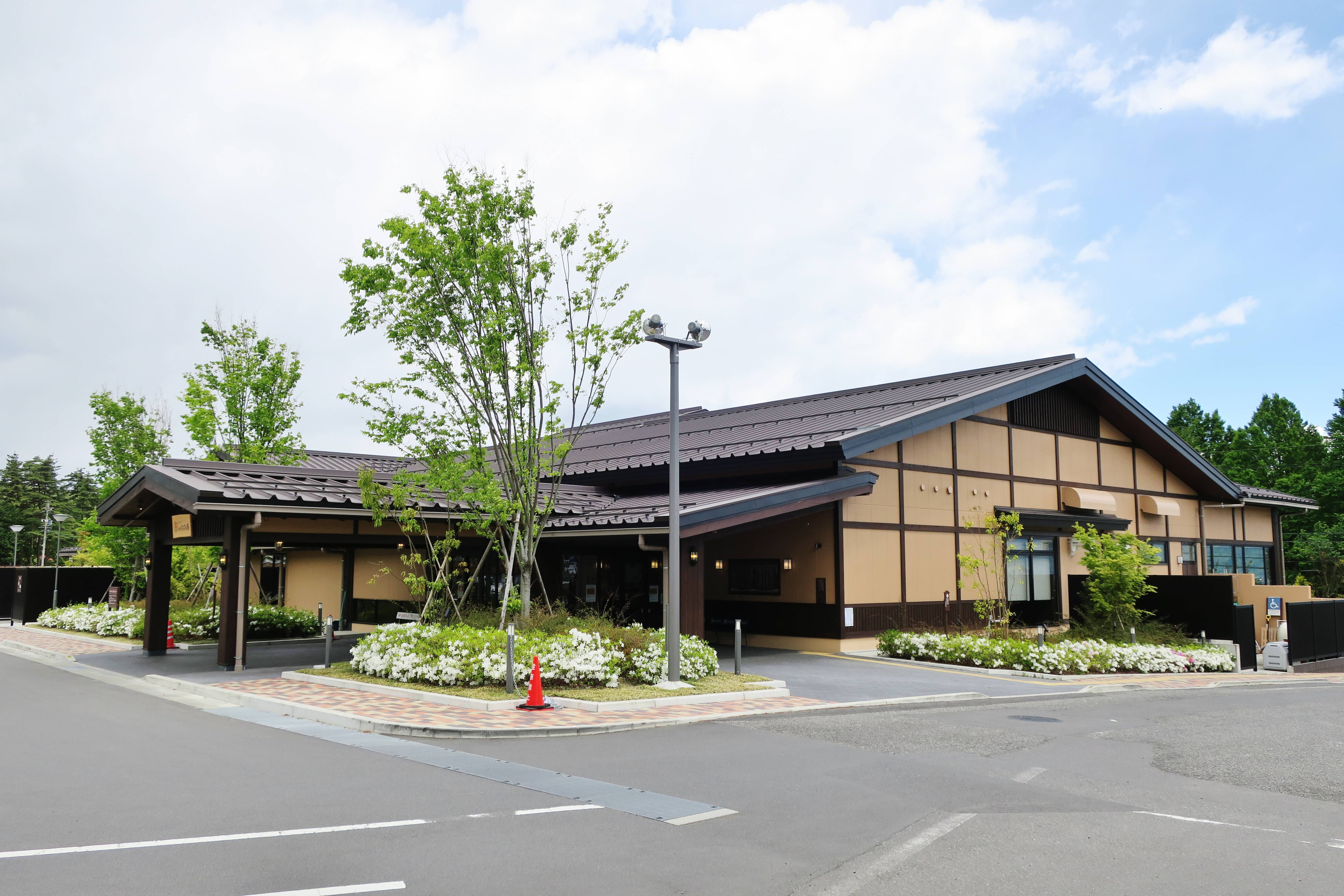
穂高温泉 安曇野しゃくなげの湯
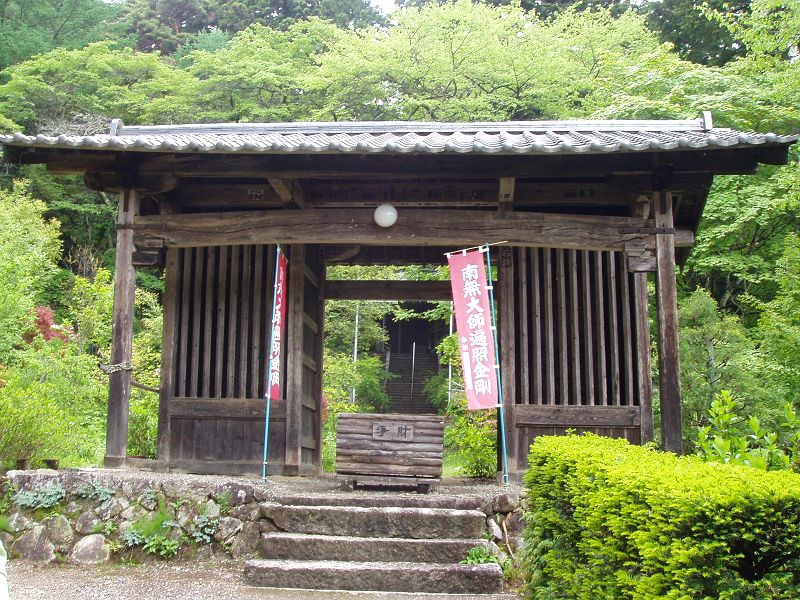
松尾寺
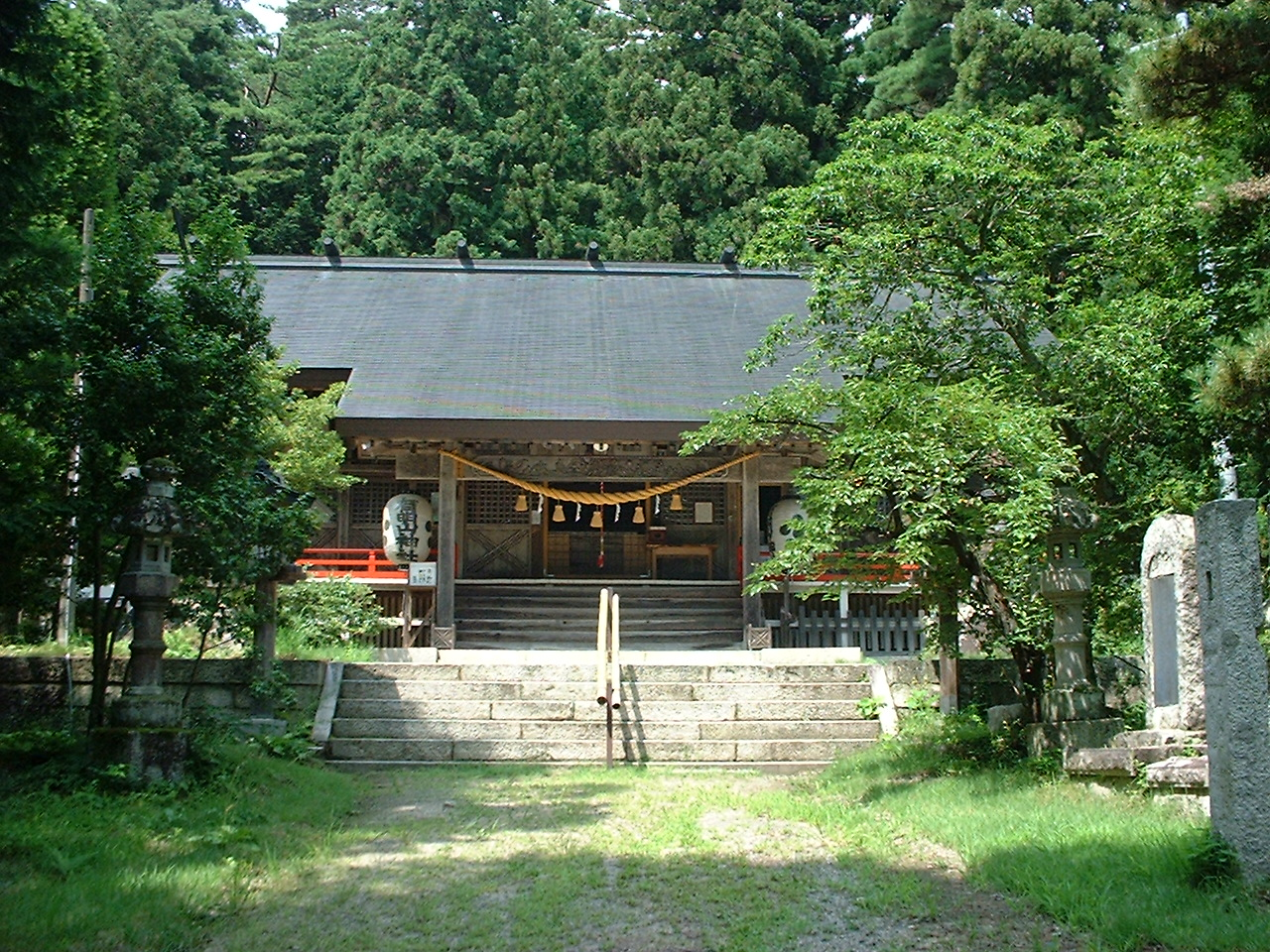
有明山神社
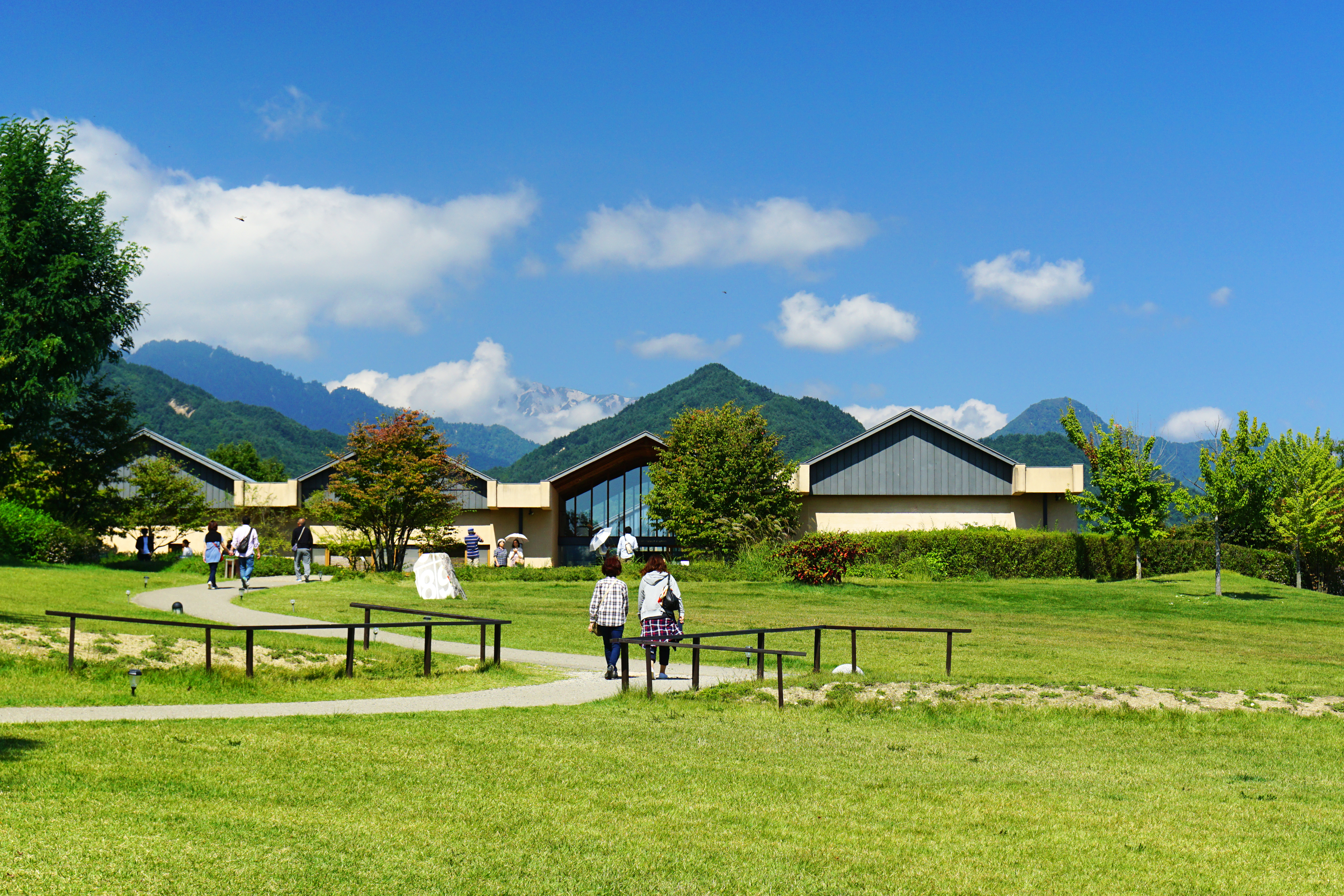
安曇野ちひろ公園 安曇野ちひろ美術館
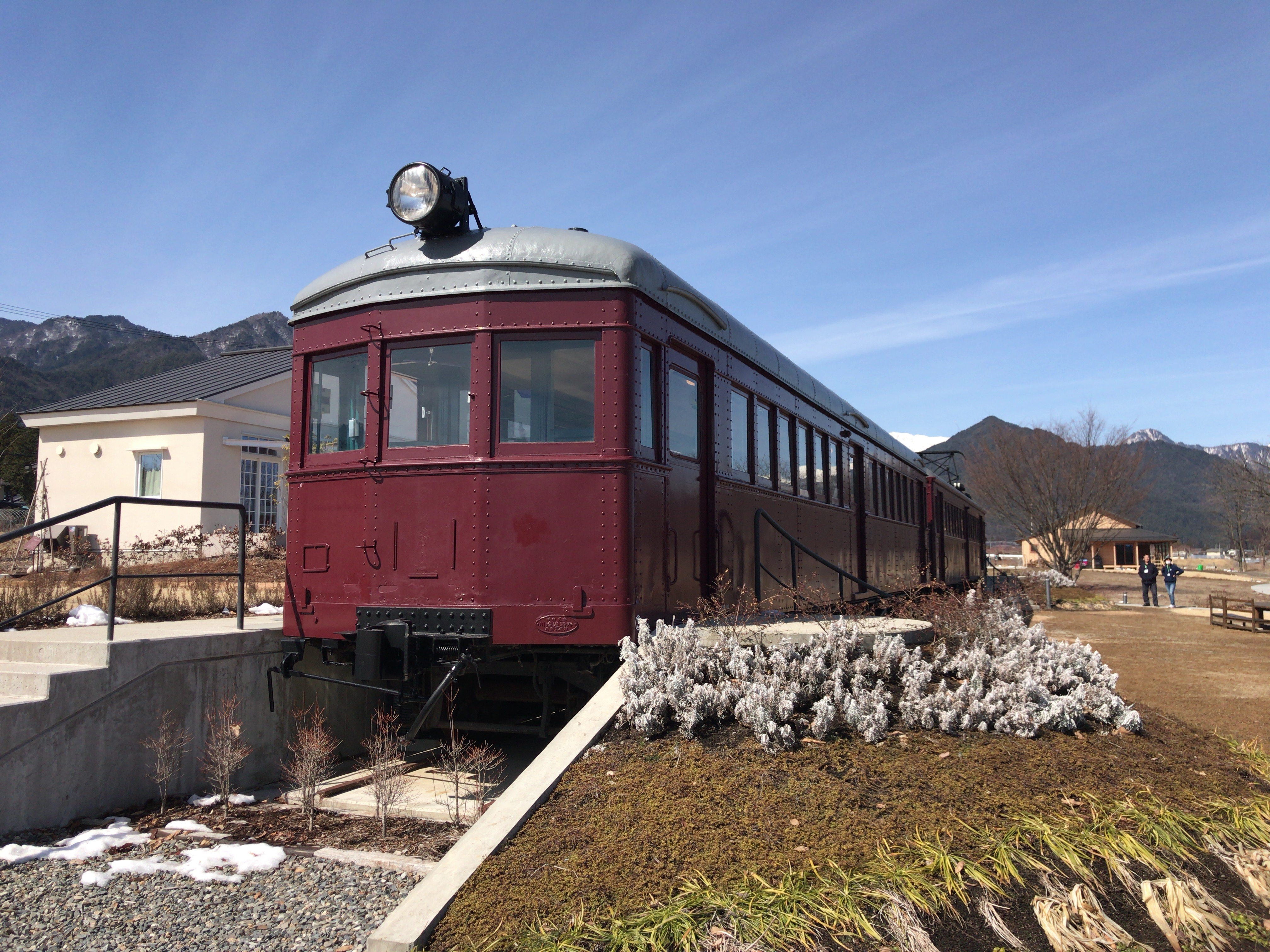
安曇野ちひろ公園 トットちゃん広場

### 過去の運行路線
2006年当時の運行ルートは下記の通り。始発のバスは穂高駅から大王わさび農場を経由して髙橋節郎記念美術館へと向かい、折り返して穂高駅に戻り、今度は穂高温泉郷や国営アルプスあづみの公園を回って再び穂高駅へと戻るというものであった。アルピコ撤退後の2009年もこのルートであった。2010年には穂高駐車場が経由地に組み入れられたが、現在は取りやめになっている。
大王わさび農場方面行き
穂高駅 - 穂高神社 - 等々力家 - わさび畑 - 髙橋節郎記念美術館
穂高駅方面行き
髙橋節郎記念美術館 - わさび畑 - 等々力家 - 穂高神社 - 穂高駅
穂高駅→穂高温泉郷→国営アルプスあづみの公園→穂高駅行き
穂高駅 - 碌山美術館 - アルプガーデン - JA有明支所前 - 古厩信号 - 学者村事務所 - 夫婦岩 - 大王橋 - 有明山神社 - 大王橋 - 矢村 - 松尾寺 - 天満沢 - 小岩岳別荘入口 - Vif穂高 - アートヒルズ - 草深 - 国営アルプスあづみの公園 - 上原信号 - 本郷消防詰所前 - 穂高駅

2011年の運行ルートは下記の通り。既存の「通常便」に加え、新たに安曇野ちひろ美術館を経由する「増発便」を設定。
通常便 湧水群・わさび園方面行き
穂高駅 - 穂高神社 - 等々力家 - 大王わさび農場 - 安曇野の里 - 等々力家 - 穂高神社 - 穂高駅
通常便 安曇野山麓・穂高温泉郷方面行き
穂高駅 - 碌山美術館 - vif穂高 - 穂高温泉郷天満沢 - 松尾寺 - 有明山神社 - 松尾寺 - 穂高温泉郷天満沢 - vif穂高 - アートヒルズ - 国営アルプスあづみ野公園 - アートヒルズ - vif穂高 - 碌山美術館 - 穂高駅
増発便 大王わさび農場・ちひろ美術館方面行き
穂高駅 - 大王わさび農場 - 高橋節郎記念美術館 - 安曇野ちひろ美術館 - 高橋節郎記念美術館 - 大王わさび農場 - 穂高駅

2012年の運行ルートは下記の通り。東回り・西回りが並行運用となる。
東回り 大王わさび農場・安曇野の里行き
穂高駅 - 穂高神社 - 等々力家 - 大王わさび農場 - 安曇野の里 - 穂高神社 - 穂高駅
西回り アルプス公園線
穂高駅 - vif穂高 - アートヒルズ - 国営アルプスあづみの公園 - アートヒルズ - vif穂高 - 天満沢 - 松尾寺 - 有明山神社 - 夫婦岩 - 鈴玲ヶ丘学者村 - 安曇野ちひろ美術館 - 穂高駅
西回り ちひろ線
（西回り アルプス公園線の逆回り。穂高駅を出て最初に安曇野ちひろ美術館へと向かう。）
- 2009年以降から2023年シーズンまでのルート

下記3路線であった。
東回り 大王わさび農場線
穂高駅 - 穂高神社 - 等々力家（2022年頃から東光寺東に改称） - 大王わさび農場 - 明科駅 - 大王わさび農場 - 安曇野の里 - 穂高神社 - 穂高駅
西回り アルプス公園線
穂高駅 - 国営アルプスあづみの公園 - アップルアンドローゼス - vif穂高 - 天満沢 - 松尾寺 - 有明山神社 - 鈴玲ヶ丘学者村 - 安曇野ちひろ美術館 - 穂高駅
西回り ちひろ線
（西回り アルプス公園線の逆回り。穂高駅を出て最初に安曇野ちひろ美術館へと向かう。）
北アルプス山麓線（レッドライン）
- 2024年シーズンまでは以下の通り

穂高駅 - 国営アルプスあづみの公園 - vif穂高 - 安曇野ちひろ美術館 - 穂高駅
主に穂高地域の西部へ向かう環状路線であった。
安曇野ちひろ美術館先回りは3本、国営アルプスあづみの公園先回りは2本運転。

## 運賃
運賃は大人（中学生以上）・小人（小学生）・幼児（就学前）・障がい者の4区分。大人運賃に対し、小人・障がい者運賃はその半額、幼児は無料である。1回乗車券ほか1日乗車券、信濃大町ぐるりん号（安曇野ちひろ美術館で大町市方面行きに接続）との共通乗車券が用意されている。

## 車両
各タクシー会社3社が保有するマイクロバスを使用。周遊バスの目印となるステッカーは道祖神をモチーフとしてデザインされている。

## 実績
- 2009年（平成21年）度：約5,000人。約87万円の赤字[4]。
- 2014年（平成26年）度：乗降者数1万7,558人[3]。
- 2015年（平成27年）度：乗降者数1万8,252人、運行日数119日、運行延べ台数357台[3]。